# Lilla Hästskäret, Kimitoön
Lilla Hästskäret är en ö i Finland. Den ligger i Skärgårdshavet och i kommunen Kimitoön i den ekonomiska regionen  Åboland i landskapet Egentliga Finland, i den sydvästra delen av landet. Ön ligger omkring 65 kilometer söder om Åbo och omkring 150 kilometer väster om Helsingfors.
Öns area är 10,7 hektar och dess största längd är 0,8 kilometer i öst-västlig riktning.